# Consorzio Intercomunale Tindari-Nebrodi
Il consorzio intercomunale Tindari-Nebrodi è un'unione consortile che si occupa della promozione turistica, culturale, sociale ed economica di quella parte di territorio siciliano compreso tra Tindari, Patti e i monti Nebrodi. Il consorzio ha sede in Patti e ad esso aderiscono 10 comuni della città metropolitana di Messina.

## Storia
Costituitasi nel 1984 a seguito del decreto n.301/IX dell'Assessorato Regionale Enti Locali, l'unione prendeva il nome di Consorzio per l'assetto territoriale e per lo sviluppo turistico e socio-economico dei Comuni di Patti, San Piero Patti, Librizzi, Montagnareale, Raccuja e Floresta. In seguito il consorzio nella seconda metà degli anni '90 adottò la denominazione attuale. Ai 6 comuni fondatori sopra citati negli anni se ne aggiunsero altri sette: Falcone, Oliveri, Gioiosa Marea, Basicò, Montalbano Elicona, Sinagra e Mazzarrà Sant'Andrea.
Il Consorzio Intercomunale Tindari Nebrodi, soggetto coordinatore e rappresentante legale del Distretto Turistico Thyrrenium Tyndaris Parco dei Miti, aggrega e rappresenta 10 Comuni (Falcone, Gioiosa Marea, Librizzi, Mazzarrà Sant’Andrea, Montagnareale, Montalbano Elicona, Oliveri, Patti, Raccuja, San Piero Patti [https://www.consorziotindarinebrodi.me.it/amministrazione/ente/statuto/]) situati nella parte nord-orientale della Sicilia. Il Consorzio nasce con l'intento di promuovere forme di confronto e coordinamento stabile tra le Amministrazioni locali. Il Consorzio ha sviluppato la sua finalità operando come gruppo strategico e progettuale, promuovendo, attraverso strumenti di programmazione negoziata, progetti di qualità orientati allo sviluppo del territorio quali il Patto Agroalimentare "Tindari-Nebrodi" finanziato dal Ministero del Tesoro, del Bilancio e della Programmazione Economica con Decreto n. 2511 del 30/04/2001 sono state realizzate 28 iniziative private per Lit.. 17.391.290.000 (€.8.981.851,70) di aiuto di Stato e n. 6 iniziative pubbliche per Lit. 14.601.700.000 (€.7.541.148,70) di aiuto di Stato di cui il Consorzio è soggetto responsabile. Inoltre è stato realizzato il Progetto Integrato Territoriale Tindari-Nebrodi (PIT 01) finanziato con Decreto del Presidente della Regione n° 94 del 18/06/2002 per un importo di € 89.780.771,79 di cui il Consorzio è soggetto responsabile.

A seguito di avviso pubblico emesso dalla Regione siciliana è stata costituita la coalizione del P.I.R. Reti Sviluppo Locale mediante la sottoscrizione di un Protocollo d'Intesa tra il Consorzio Intercomunale “Tindari Nebrodi” e il PIOS 05 “Comprensorio Occidentale Tirrenico – Peloritano”, sottoscritto in data 27/04/2005, in relazione del quale è stato individuato nel Consorzio il soggetto attuatore – responsabile unico. Lo stesso è stato ammesso a finanziamento dalla Presidenza della Regione Siciliana con D.A. n.234/SERV/VI del 04/08/2005 per un importo di €.1.800.000,00. Attraverso tale strumento è stata promossa l'iniziativa di “Paese Albergo”. L'azione ha riscosso un rilevante successo presso la collettività conseguendo progetti esecutivi per quasi 6.000 nuovi posti letto e un investimento globale di 99 milioni di euro. A latere è stata svolta un'azione di promozione presso numerosi operatori culturali e turistici esteri intitolata "Parco dei Miti".
Negli ultimi anni il Consorzio si è impegnato, inoltre, ad attivare misure idonee per rilanciare il concetto di sviluppo sostenibile sul territorio cercando di modificare i comportamenti e di ascoltare le esigenze di quei cittadini che così partecipano direttamente alle azioni di Agenda 21 Locale (gemellaggio habitat con la città di Cienfiegos (Cuba) promosso dall'O.N.U.). Finanziata dal Ministero dell'Ambiente con Decreto direttoriale DEC/RAS/944/2004 del 04/06/2004.
Infine questo Ente ha partecipato in qualità di Lead partner al Programma Operativo MED 2007-2013, Asse 4, Obiettivo 4.1. Il progetto denominato MEDSTRASTEGY – strategia integrata per lo sviluppo sostenibile delle aree rurali del Mediterraneo, presentato da questo Ente è stato selezionato, senza alcuna condizione da parte del Comitato di Selezione riunitosi a Santorini il 27 e 28 aprile 2010. L'importo del progetto ammonta a € 1.091.055,00. Tale progetto coinvolge i territori rurali dell'area mediterranea, in Italia, Spagna, Grecia e Malta. I territori studiati sono caratterizzati da diversi tipi di strutture amministrative, ma hanno identità culturale e sociale omogenee. Il Medstrategy ha lo scopo di migliorare e indirizzare la governance territoriale nelle zone rurali Med verso la sostenibilità attraverso un innovativo modello integrato di pianificazione (PM).